# Lucrezia Borgia
Operan hittas på Lucrezia Borgia (opera)
Lucrezia Borgia, född 18 april 1480 i Rom, död 24 juni 1519 i Ferrara, var en italiensk adelskvinna. Hon var utomäktenskaplig dotter till påven Alexander VI och hans älskarinna Vanozza de Cataneis. Hon var syster till Cesare Borgia.

## Biografi
Lucrezia Borgia uppfostrades i Rom. 1493, året efter att hennes far valdes till påve, blev hon som trettonåring bortgift med Pesaros härskare Giovanni Sforza.  Denne tillhörde en förnäm milanesisk adelsfamilj, vilken påven hade ingått förbund med. Sedan de båda släkterna råkat i konflikt med varandra lät påven 1497 annullera äktenskapet, något som ledde till stor skandal i Italien. 
Efter att det intygats att Lucrezia var oskuld, blev hon 1498 åter bortgift, allt för att stärka faderns politiska ställning. Brudgum denna gång var Alfonso av Biscelgia, illegitim son till kung Alfons II av Neapel. Två år senare blev Alfonso mördad, och det sägs att Cesare Borgia var anstiftare till mordet. Detta berodde på att Lucrezias far önskade en allians med Frankrike, som gjorde anspråk på Neapel.
Lucrezia ska år 1501 ha deltagit i den berömda Kastanjebanketten. År 1501 giftes Lucrezia bort i ett arrangerat äktenskap för politiska skäl för tredje gången, nu med Alfonso I av Este, som var arvtagare till hertigdömet Ferrara. År 1503 avled fadern, och hennes bror tvingades i exil. Alfonso besteg tronen år 1505.
Lucrezia, som lovprisades för sin skönhet, gjorde hovet i Ferrara till ett kulturellt centrum och verkade som beskyddare för diktare och konstnärer såsom Ariosto, Pietro Bembo och Tizian.
År 1519 dog Lucrezia i barnsängsfeber efter att ha fött sitt åttonde barn.

## Eftermäle
I samtiden förekom diverse rykten om förhållanden, bland annat med Pietro Bembo, men även med hennes egen far och bror. Belägg för dessa rykten finns dock inte. 

### Fiktion
- BBC producerade 1981 en tio episoder lång dramaserie för TV kallad The Borgias. Den skildrar händelser från 1492, då Lucrezias far Rodrigo väljs till påve, fram till hennes bror Cesares våldsamma död 1507. Lucrezia har också en framträdande roll.
- Neil Jordan har gjort en ny TV-serie av historien 2011, med samma titel.
- Lucrezia Borgia (opera)
- Assassin's Creed: Brotherhood I detta datorspel har Lucrezia en av de större rollerna tillsammans med sin bror Cesare Borgia.